# Dalvik
Dalvik era la màquina virtual que utilitzava la plataforma per a dispositius mòbils Android, actualment ha estat substituïda per ART (Android Runtime). Dalvik ha estat dissenyada per Dan Bornstein amb contribucions d'altres enginyers de Google. Dalvik està optimitzada per requerir poca memòria i està dissenyada para permetre executar diverses instàncies de la màquina virtual simultàniament, delegant en el sistema operatiu subjacent el suport d'aïllament de processos, gestió de memòria i fils. Sovint Dalvík és anomenada com una màquina virtual Java, però això no és estrictament correcte, ja que el bytecode amb el qual opera no és Java bytecode. No obstant això, l'eina dx inclosa en el SDK d'Android permet transformar els arxius Class de Java compilats per un compilador Java al format d'arxius Dex.
El nom de Dalvik va ser elegit per Bornstein en honor de Dalvík, un poble d'Eyjafjörður, Islàndia, on van viure avantpassats seus.